# Pyrameis cordelia
Pyrameis cordelia är en fjärilsart som beskrevs av Doubleday 1847. Pyrameis cordelia ingår i släktet Pyrameis och familjen praktfjärilar. Inga underarter finns listade.